# حجر طافي

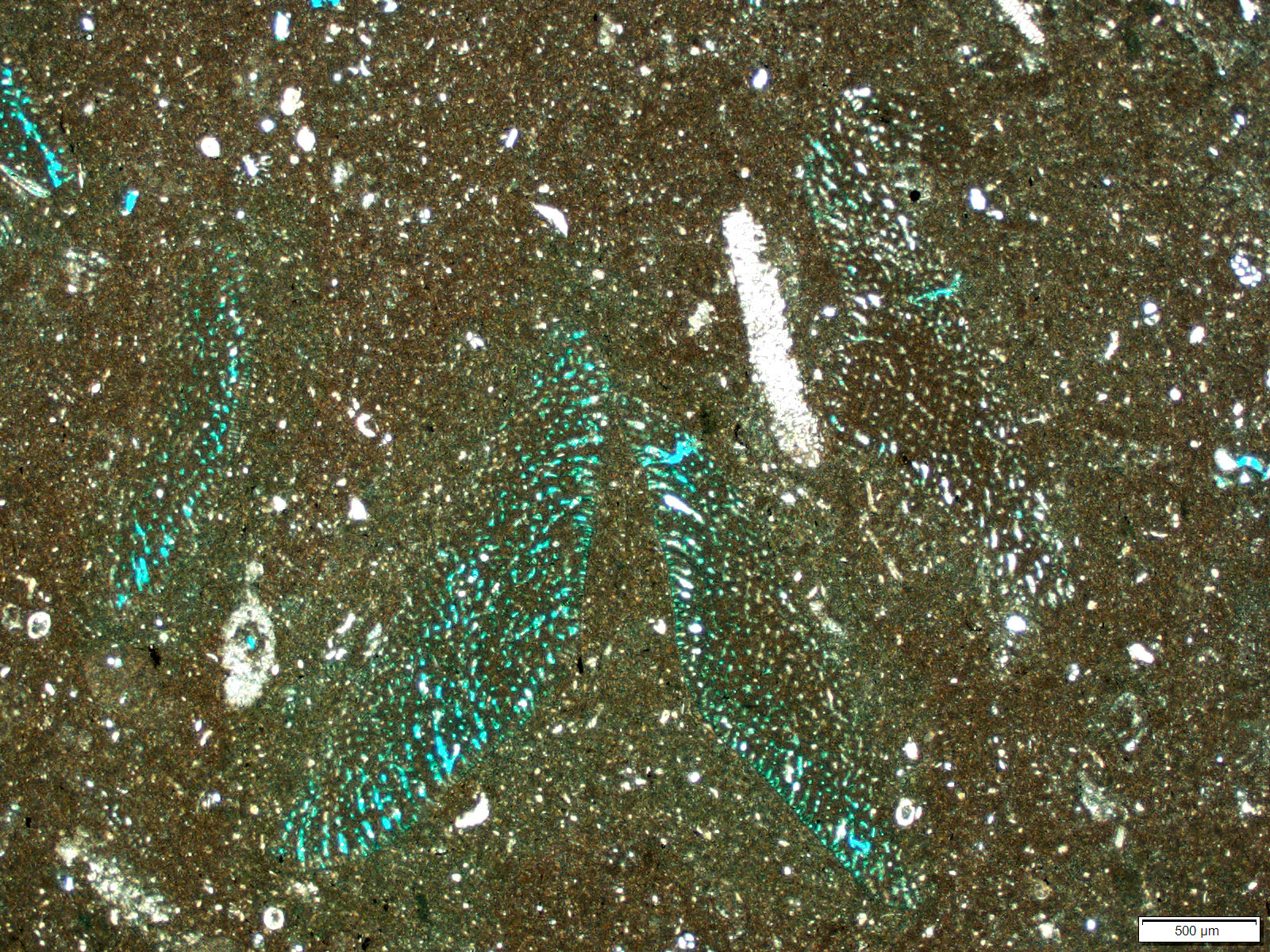
صورة مجهرية رقيقة القسم من الحجر الطافي للأوربيتولينيد مينامينفيرا مع المصفوفة المجففة للألواح البيولوجية المجزأة ، ضوء مستقطب مستوي

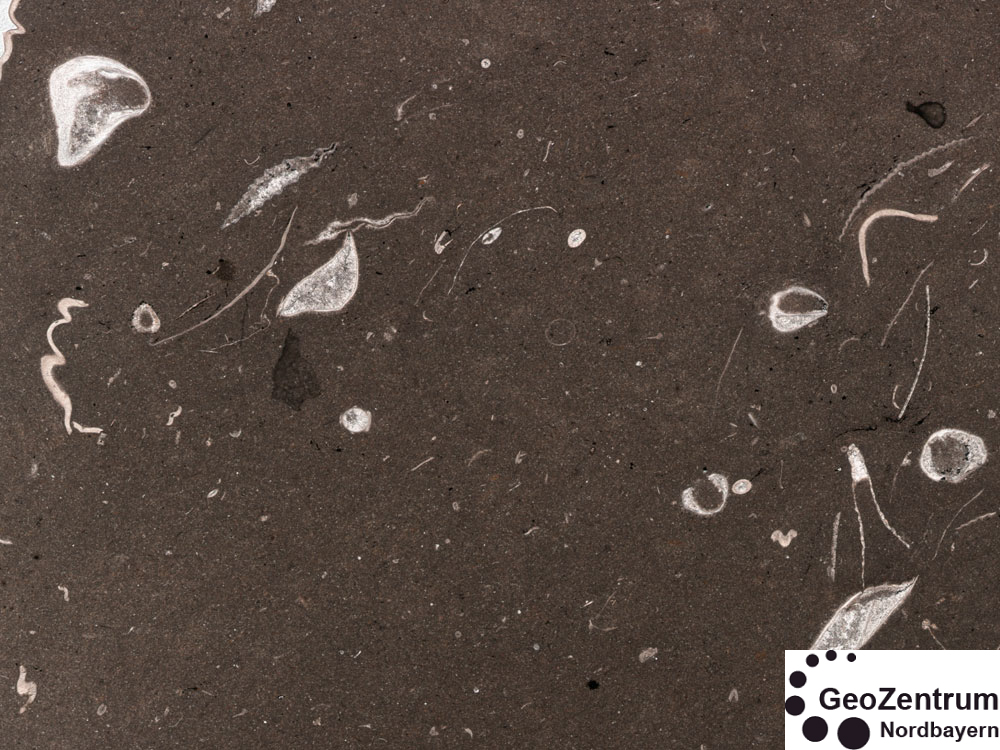
حجر عائم: مكونات قليلة ، لكنها كبيرة نسبيًا في المصفوفة الميكريتية (عرض الصورة 20 مم)

الحجر الطافي هو نوع من الصخور الجيرية .
التصنيف الأصلي لدنهام (دنهام، 1962  ) من الحجر الجيري لم يأخذ بعين الاعتبار التصنيف المنفصل للليونات الحجرية الكربونية الحبيبية الخشنة. في محاولة لتصحيح هذا، قدم امبري وكلوفان (1971) مصطلح رودستون (الحبيبات الداعمة) والحجر الطافي (الفرشة الداعمة) للحجر الجيري الخشن الحبيبي جليب النشأة. تم توضيح تعريف الحجر الطافي هذا مؤخرًا على أنه «صخرة تسيطر عليها الكربونات، حيث يتكون أكثر من 10٪ من الحجم من الحبيبات الأكبر من 2 مم ويدعم نسيج الصخر المكون الذي يبلغ قطره 2 مم فأصغر».